# Alcebíades Barcelos
Alcebíades Maia Barcelos, mais conhecido como Bide (Niterói, 25 de julho de 1902 - Rio de Janeiro, 18 de março de 1975) foi um músico brasileiro.

## Biografia
Em 1928, com sambistas como Ismael Silva, Marçal, Brancura, Mano Aurélio, Baiaco e Mano Rubem (seu irmão), fundou a Deixa Falar, considerada por muitos a primeira escola de Samba do país.
Em 1930, Bide foi um dos fundadores do grupo Gente do Morro, comandado por Benedito Lacerda, e ali permaneceu atuando em shows até o fim do grupo em 1934. 
Bide teve um papel fundamental na criação do chamado "samba batucado" ou "samba do Estácio". Neste bairro, conviveu com outros sambistas que seriam responsáveis por injetar ao gênero uma cadência diferente do padrão próximo ao maxixe, típico naquela época.
Com Marçal, formou uma exitosa parceria, tendo dezenas de canções gravadas por nomes como Francisco Alves e Carmen Miranda.